# Les Désirs de Jean Servien
Pour les articles homonymes, voir Servien.
Les Désirs de Jean Servien est un roman d'Anatole France. Bien qu'il eût été publié en 1882, c'est-à-dire après Le Crime de Sylvestre Bonnard, il est tenu pour le premier véritable roman de l'auteur, car une première version est rédigée bien avant 1880.

## Résumé
Ce roman raconte les aventures de Jean Servien de sa naissance à sa mort. Il est fils d'un relieur parisien et perd sa mère lorsqu'il est encore nourrisson.